# Погорільці (Білорусь)
Погорі́льці (біл. Пагарэльцы) — село в Білорусі, у Несвізькому районі Мінської області. Входить до складу Сновської сільської ради. Залізнична станція на гілці Мінськ — Барановичі.